# Balmahuisterrijte
De Balmahuisterrijte is een voormalig waterschap in de Nederlandse provincie Groningen.
Het waterschap had het verbreden van de benedenloop van de Balmahuisterrijte ten noordwesten van Noordhorn als taak en deze daarna te onderhouden.
Opmerkelijk is dat het waterschap Westerkwartier de watergang enkele malen onderhield, zonder het bestuur van Balmahuisterrijte daarin te betrekken. Dit was dan ook de reden dat het waterschap zich in 1957 probeerde aan te sluiten bij Westerkwartier. Deze stelde echter, dat dat pas mogelijk was als de watergang in het juiste profiel was gebracht. In 1964 besloot Westerkwartier alsnog tot overname, zij het tegen een afkoopsom van ƒ 20.880,–. Om deze te kunnen betalen sloot Balmahuisterrijte een lening af. Het schap was hiermee een aflossingsschap geworden, dat enkel inde om de schuld af te betalen. Dit lukte uiteindelijk in 1974.
Waterstaatkundig gezien ligt het gebied sinds 1995 binnen dat van het waterschap Noorderzijlvest.

## Naam
De Balmahuisterrijte, genoemd naar Balmahuizen, wordt ook wel de Oude Riet genoemd. Tegenwoordig komt hij in de legger voor als Balmahuister Oude Riet.